# Colonizzazione greca in Occidente

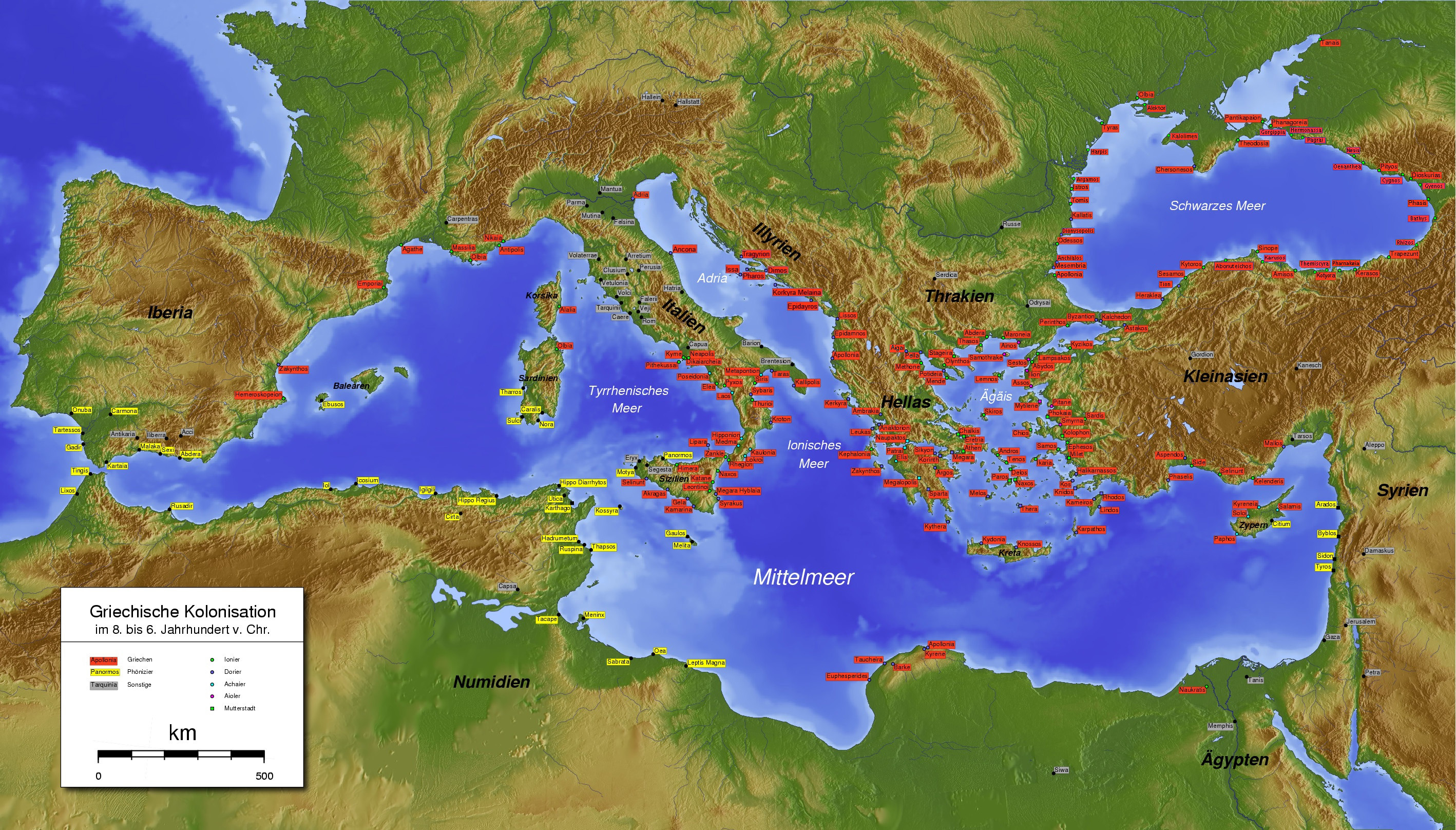
Il Mediterraneo intorno al IV secolo a.C. Gli insediamenti greci sono indicati in rosso.

La colonizzazione greca in Occidente è quel movimento migratorio, svoltosi a partire dal primo quarto del II millennio a.C., di popolazioni greche verso il Mediterraneo occidentale.
Contatti tra le popolazioni egee e il Mediterraneo occidentale vi furono già in epoca preistorica: tali contatti furono determinati dall'esigenza delle popolazioni egee di rifornirsi di materie prime (ossidiana e metalli). Già nel III millennio a.C. è attestata una stabile rete commerciale, ad esempio con l'Italia adriatica.
La particolare vicenda greca nell'evo antico determinò un movimento migratorio di massa, che approfittò delle antiche rotte commerciali. Se inizialmente furono i metalli italiani e spagnoli a determinare e a consolidare le rotte, furono poi convulsioni interne al mondo greco a determinare colonizzazioni di vero e proprio popolamento, che sostituirono le precedenti stazioni commerciali.
Parallelamente, frequentazioni egee delle coste dell'Asia minore e dell'area siro-palestinese rimontano al II millennio a.C., per giungere poi ad una forma di colonizzazione, frutto di una migrazione che, generalizzando, viene denominata "ionica", ma che comprese anche coloni di stirpe eolica e dorica, e che viene tradizionalmente fatta iniziare con la fondazione di Mileto (XI secolo a.C.).

## Contesto e precedenti

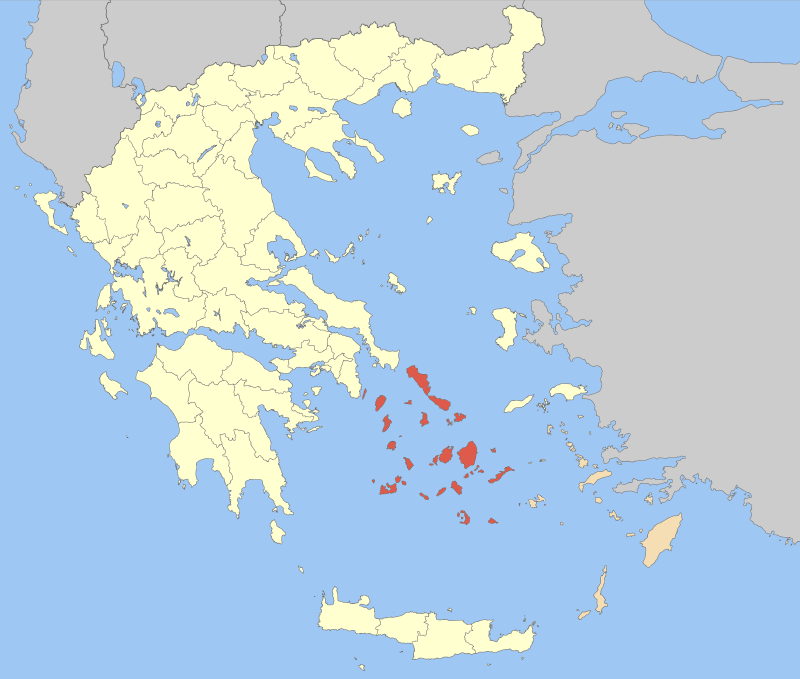
L'arcipelago delle Cicladi (evidenziato in rosso) e, più a sud, l'isola di Creta.

Gli albori della società greca antica sono da rintracciare nella presenza di popolazioni indoeuropee nelle Cicladi e a Creta. Gli abitanti delle Cicladi, a motivo delle ridotte dimensioni dei loro aridi territori, svilupparono una propensione alla pesca, alla pirateria e al commercio: esportavano rame, marmo, ercinite e prodotti artigianali verso Creta e verso l'Egitto. Queste attività li posero presto in concorrenza con i Fenici, un piccolo popolo semitico che aveva base nell'odierno Libano e che, posto alla periferia dei grandi imperi del Vicino oriente, aveva scelto analoghe pratiche per sopravvivere.
All'inizio del II millennio a.C. è la civiltà minoica, sviluppatasi a Creta, a dominare il Mediterraneo orientale. Per alcuni aspetti, essa dipendeva dalla civiltà egizia, ma sviluppò caratteri originali, a partire dal lineare A, un sistema di scrittura del tutto autonomo. Tale civiltà era controllata da re che vivevano in grandi palazzi, gestivano tutti gli aspetti fondamentali della vita del paese (allevamento, artigianato, esportazione di beni), e probabilmente esercitavano anche la funzione sacerdotale. I Cretesi riuscirono ad imporre un vasto controllo navale sul Mar Egeo, il che consentì loro di imporre tributi alle isole minori e di orientare il commercio tra l'Occidente, da un lato, ed Egitto e Cipro, dall'altro. La civiltà minoica patì una primi crisi intorno al 1600 a.C., quando l'isola fu travolta da una catastrofe, probabilmente un maremoto, e poi intorno al 1400 a.C., quando fu invasa da principi guerrieri.
A partire dal 1600 a.C., un nuovo protagonista si affaccia nella Grecia continentale, soprattutto nel Peloponneso. È Micene (e la cosiddetta civiltà micenea) a farsi nuovo centro di potere, tanto da espandersi fino alla stessa Creta. Caratteristici della civiltà micenea sono principi-guerrieri che, protetti in regge fortificate e armati di spade di bronzo e carri da combattimento, controllano i villaggi di pescatori e artigiani assiepati attorno alle fortezze. Questi "eroi" sono probabilmente identificabili con i vari Agamennone, Achille, Odisseo e gli altri Achei poi cantati nei poemi omerici. A differenza dei signori mesopotamici, i principi micenei daranno vita a realtà statali di piccole dimensioni: sarà questa ricerca di autonomia a spingerli a farsi patroni del commercio, scambiando manufatti in ceramica per metalli e pietre preziose. I mercanti micenei giunsero fino in Sicilia, fino al Baltico e fino alle isole britanniche. Nel Mediterraneo orientale competerono con i Fenici. Caratteristiche e dimensioni delle loro organizzazioni statali rappresentano in nuce le future città-Stato greche.
L'indagine archeologica attesta frequentazioni micenee nelle Isole Eolie, nelle Isole Flegree e nel Salernitano (Grotta del Pino), nella Puglia adriatica (Giovinazzo, Contrada Molinella presso Vieste e Grotta Manaccore), nella Calabria ionica, nella Sicilia meridionale (Montegrande, presso Agrigento). I Micenei si rivelano particolarmente attratti dai metalli dell'Etruria e del Lazio: le Eolie, oltre che importanti scali lungo la via verso l'Italia centrale, la Sardegna e il Mediterraneo occidentale, sono esse stesse centri di approvvigionamento (soprattutto allume e ossidiana). La cosiddetta "cultura di Capo Graziano" (Lipari e Filicudi) presenta tracce dell'influenza della ceramica micenea. Un monumento a tholos scoperto a San Calogero (isola di Lipari) sembra rinviare alla presenza di un architetto miceneo e ricorda il coevo Tesoro di Atreo (1430 a.C. ca.).

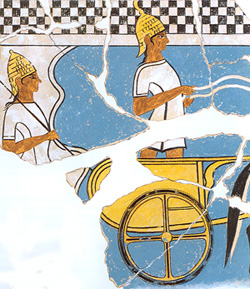
Guerrieri micenei con carri da guerra e in testa elmi a zanne di cinghiale.

Sull'Isola di Vivara (nel Golfo di Napoli) sono state scoperte giare e tegole di ispirazione egea, oltre a gettoni fittili di natura contabile.
All'apice del potere dei principi micenei (tra il XIV e il XIII secolo a.C.), vi è un'apparente intensificazione dei contatti con l'Occidente, anche se non sono state rintracciate vere basi commerciali o colonie. A questo periodo dovrebbero risalire materiali micenei, come quelli rinvenuti nelle Eolie ("cultura del Milazzese"), a Thapsos (Penisola di Magnisi), nel villaggio di Cannatello (presso Agrigento), ma anche diversi tholoi nella Sicilia centro-meridionale e l'anaktoron di Pantalica.
Nella Puglia centro-settentrionale influenze micenee sono ravvisabili negli insediamenti di Punta Le Terrare e di Coppa Nevigata. Manufatti di ceramica grigia (Scoglio del Tonno, Porto Perone, Saturo, Torre Castelluccia) in passato interpretati come prodotti d'importazione, sono ora giudicati come prodotti locali di impronta egea. Un'impronta egea è ravvisata anche in altri siti (Broglio di Trebisacce e Torre Mordillo).
La presenza di commercianti e di artigiani micenei in Occidente comportò ovviamente anche una influenza di verso opposto, per cui è possibile rintracciare influenze italiche in Grecia sia in ambito metallurgico sia ceramico.
Intorno al 1200 a.C., la civiltà micenea viene abbattuta rovinosamente dai cosiddetti "popoli del Mare", provenienti forse dall'Europa centro-orientale. Con i principi micenei scompare anche il lineare B, un sistema di scrittura simile a quello minoico. Per cinquecento anni la Grecia rimarrà sprovvista di un sistema di scrittura. Questo crollo non determinò la fine della produzione ceramica di impronta micenea in Italia.
Le civiltà delle Cicladi, la minoica e la micenea vengono talvolta indicate con il nome di "civiltà egea".

### La nuova società greca
L'invasione dal nord dei "popoli del mare" comporta una ristrutturazione della società greca, composta dagli apporti degli invasori e da quel che resta della cultura micenea. Altre ondate migratorie si affacciano sulla Grecia continentale, la più importante delle quali è quella dei Dori.
Intorno al 1000 a.C., sono due i grandi fattori di trasformazione: si diffonde l'uso del ferro e prende avvio un movimento migratorio (composto soprattutto dagli Ioni) dalle povere realtà della Grecia continentale alle coste egee dell'Asia minore. Tale colonizzazione greca in Asia si sviluppa nell'arco di quasi trecento anni. È il vuoto di potere determinato dal crollo dell'impero ittita (abbattuto dai "popoli del mare") a rendere possibile questo movimento migratorio. Molte sono le analogie con i tipi insediativi fenici: le nuove fondazioni avvengono su promontori dotati di insenature che fungono da porti naturali. La pressione esercitata in Asia minore dai Frigi e dal Regno di Lidia determina altresì la propensione delle città greche d'Asia minore a protendersi verso il commercio marittimo e l'artigianato. Con i Fenici si instaura un rapporto di collaborazione e competizione nel contesto delle rotte commerciali tra Mediterraneo orientale e occidentale. Intorno all'VIII secolo a.C. i Greci apprenderanno dai Fenici due importanti scoperte: l'alfabeto (che è un originale apporto fenicio) e la coniazione di monete.
La nuova tecnologia del ferro sta alla base dell'affermarsi di una nuova figura, quella del fabbro. A differenza degli artigiani del bronzo, i lavoratori del ferro sono indipendenti dai magazzini regi, poiché possono approvvigionarsi facilmente dei minerali del ferro, i cui giacimenti sono diffusi in tutti i Paesi che affacciano sul Mediterraneo. La lotta di questo "moderno" artigiano coincide in gran parte con la lotta per l'affermazione politica di comunità di nuovo tipo, la cui decentralizzazione rispetto a poteri centrali del re e del sacerdozio tipicamente orientali è caratteristica di fondo. Tali comunità sono caratterizzate anche dalle piccole dimensioni: una forma di commercio snello, soprattutto marittimo, consente a queste nuove realtà politiche di sopravvivere anche senza avere alle spalle un consistente apparato burocratico o un territorio vasto. È sulla base del commercio del ferro, agevolato dall'uso della moneta, che popoli piccoli come quello greco o quello fenicio riescono, nella prima metà del I millennio a.C., a imporsi sulla scena mediterranea. L'impero persiano rappresenta l'ultimo rappresentante della forma di Stato tradizionalmente orientale.
La storia di Prometeo, che trafuga il fuoco al dio Zeus e lo consegna agli uomini, è la trasposizione in mito della nuova metallurgia. Tale rivoluzione viene valutata in modi opposti già tra gli antichi Greci. Secondo il poeta Esiodo, attivo all'inizio del VII secolo a.C., la nuova tecnologia rappresenta l'abbattimento di un complesso di valori che tengono l'uomo e la natura insieme, e apre ad una decadenza. Prometeo, all'opposto, è giudicato dal tragediografo Eschilo, attivo all'inizio del V secolo a.C., come vittima dell'invidia degli dèi e la metallurgia apre ad una illimitata fase di nuova potenza.

### Il paesaggio greco
La penisola greca e le isole egee sono territori prevalentemente aridi. La penisola è caratterizzata da alture brusche, mentre mancano bacini fluviali o pianure rilevanti. Ne deriva una cronica insufficienza alimentare ed una difficoltà nelle comunicazioni interne, che è anche un ostacolo diretto ad ogni intento di unificazione politica. Di qui la tensione dei Greci verso il mare: tutte le città greche, con le notevoli eccezioni di Tebe e Sparta, sono città portuali, com'è il caso di Atene e Corinto sulla penisola, di Mileto ed Efeso in Asia minore, o delle isole di Samo e Chio (poco distanti dalle coste anatoliche).

## L'Occidente nell'immaginario greco

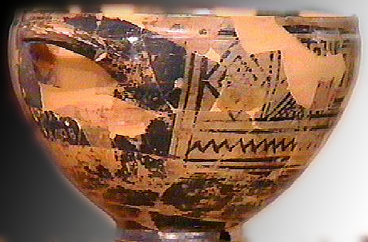
La cosiddetta "coppa di Nestore", di stile tardogeometrico e proveniente da Pithecusa, potrebbe contenere un riferimento alle vicende di Nestore, uno dei reduci della Guerra di Troia.

Prima di colonizzare l'Occidente, quella parte di mondo era, nella percezione greca, avvolta in un alone di mito. In Occidente i Greci collocarono molte delle vicende tramandate sul ritorno dalla Guerra di Troia (Odisseo, Diomede, Filottete, Nestore) e molte località d'Occidente, poi colonizzate, vengono mitizzate: Scilla e Cariddi abitano lo stretto di Messina; in Sicilia sono posti i buoi del Sole (Elio), i Ciclopi e i Lestrigoni; nel Golfo di Napoli gli scogli delle sirene; l'Etna è la fucina di Efesto. In Occidente sono collocate anche alcune imprese di Diomede ed Antenore (in Adriatico), di Eracle di ritorno da Eritea e ad Eracle è attribuita la fondazione di un santuario di Hera Lacinia presso Crotone, per espiare l'uccisione dell'eroe eponimo (Crotone, figlio di Eaco); alla saga degli Argonauti è legata la fondazione di un santuario a Hera alla foce del fiume Sele, in Campania; di Minosse si dice sia stato ucciso da Cocalo in Sicilia, dove si era recato per dare la caccia a Dedalo.
(Laura Buccino)
Adeguata collocazione mitica ottiene anche Tartesso (forse nell'odierna Andalusia), emporio già frequentato dai Fenici e menzionato anche nella Bibbia, e in cui i Greci acquistavano argento, ambra e stagno, che vi giungevano fin dal Nord Europa. E la stessa Etruria, anch'essa fonte di approvvigionamento di minerali, veniva connessa da Esiodo (Teogonia, 1011-1016) alla genealogia greca, con Agrio e Latino, mitici primi re rispettivamente di Alba Longa e di Lavinio, indicati come figli di Odisseo e della maga Circe. E le "isole sacre" (τῆλε μυχῷ νήσων ἱεράων) citate da Esiodo sarebbero l'Elba e le altre isole dell'arcipelago toscano. Esistono poi tradizioni che attribuiscono origini arcadi agli antichi abitanti del Lazio (come l'Evandro ricordato nell'Eneide) o ad alcuni popoli italici, come gli Enotri e gli Iapigi.

## La colonizzazione in età storica

### La precolonizzazione
A partire dall'XI secolo a.C. sembrano diradarsi i contatti dei Greci con l'Occidente, fino a forse scomparire del tutto.
Ha preso sempre più piede tra gli studiosi l'idea che, prima del periodo delle colonizzazioni vere e proprie, vi sia stata una fase, detta di "precolonizzazione", condotta non da spedizioni organizzate dalle metropoleis, ma da singoli esploratori e mercanti recatisi in Occidente. Tale fase di precolonizzazione può essere datata tra la fine del IX e gli inizi dell'VIII secolo a.C. A testimoniare di questi nuovi contatti sono ceramiche di tardo stile geometrico di provenienza euboica, cicladica e corinzia, cui corrispondono imitazioni indigene. Un esempio sono le coppe a semicerchi penduli rintracciati alla Valle del Marcellino, presso Villasmundo (provincia di Siracusa), della metà dell'VIII secolo.

Le due rotte commerciali verso Gibilterra nella fase di precolonizzazione

Empori e fondaci commerciali in Occidente erano stati installati dai commercianti greci nella fase di precolonizzazione lungo le due rotte fondamentali che dalla Grecia portavano a Gibilterra. La rotta meridionale conduceva dall'Eubea a Creta e di qui (presso Euesperide) alla costa africana, che veniva poi seguita fino all'estremità occidentale del Mediterraneo. La rotta settentrionale partiva invece dall'Eubea, costeggiava il Peloponneso e conduceva poi fino a Corcira, per attraversare il Canale di Otranto e dirigersi verso lo Stretto di Messina e di qui verso le acque del Tirreno, le coste dell'Italia, della Gallia e dell'Iberia, fino a Gibilterra.
Obbiettivo dei Greci a Gibilterra, dove la tradizione pone le mitiche Colonne d'Ercole, era raggiungere il ricco emporio di Tartesso, già frequentato dai Fenici e a cui fa forse riferimento la Bibbia con il nome di Tarsis. Da lì i Greci esportavano argento in abbondanza, ma anche ambra e stagno, nonché i metalli grezzi che a Tartesso confluivano dal Nord Europa e in particolare dalle Isole britanniche e dalle regioni bagnate dal Mar Baltico.
Altro obbiettivo dei Greci era l'Etruria, giusto a nord delle colonie che gli Eubei fonderanno poi. I metalli giungevano qui dall'Europa centrale su vie carovaniere. E in quell'area erano poi le miniere di ferro dell'Isola d'Elba. Ciò giustifica il riferimento di Esiodo (Theogonia, 1011-1016) a Circe, della stirpe di Iperione, collegata al mito di Odisseo. I Tirreni di cui parla Esiodo sono appunto gli Etruschi. Il mito di Circe anticipa peraltro la vicenda di Demarato, greco che, unitosi con una donna occidentale, fu padre di Lucio Tarquinio Prisco, primo rappresentante dei Tarquini.
Sarebbe stato in questa secolare fase di avvicinamento ed esplorazione dell'Occidente che i Greci diedero corpo ad una serie di descrizioni di un mondo nuovo, anche se limitate alle coste. Man mano che i Greci presero a conoscere meglio venti e rotte verso l'Occidente, avviarono una fase insediamentale: si tratta inizialmente di meri empori, non di città, certo non autonomi dalla madrepatria e dipendenti, per quanto riguarda la sussistenza, dalle popolazioni locali, che appartenevano, in quell'epoca, all'orizzonte dell'età del ferro.
Com'è possibile ricavare dai processi evolutivi delle comunità indigene prossime alla costa, appare rafforzata la tesi secondo cui i Greci prediligessero la navigazione di cabotaggio.

### Le fondazioni

Le colonie di Magna Grecia e Sicilia: le fondazioni campane, lucane e della Sicilia nordorientali sono ioniche, quelle pugliesi e della Sicilia meridionali doriche; l'origine dei fondatori di Locri Epizefirii è dibattuta; le restanti fondazioni sono di coloni greci provenienti dall'Acaia.

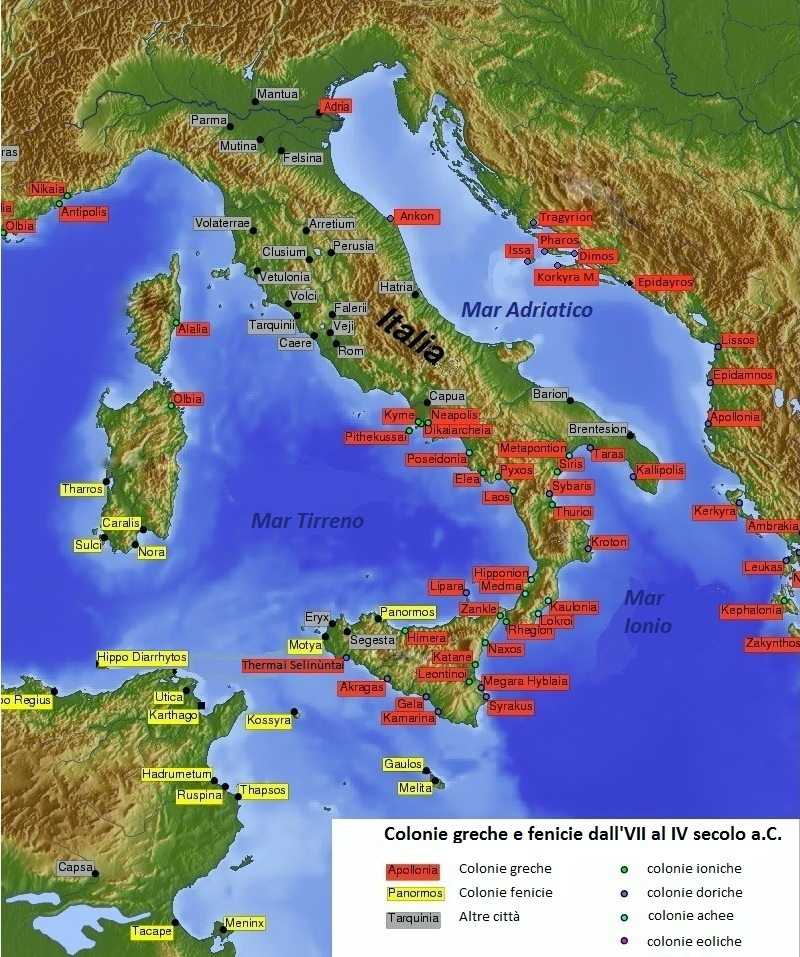
In rosso sono evidenziate le colonie greche in Italia, Dalmazia, Albania e Francia

È possibile riscontrare un preciso criterio nella scelta dei luoghi da colonizzare da parte dei Greci: innanzitutto, si cerca di installarsi in quelle aree dove è possibile incontrare minore concorrenza (sostanzialmente relativa alle colonie commerciali fenicie, che hanno in Cartagine, fondata intorno alla fine del IX secolo a.C., il centro dominante). Sono inoltre evitate le zone collinari o montuose e soprattutto non si cerca di mettere insieme una continuità di dominio, tanto che la colonizzazione avviene a macchia di leopardo e solo sulle coste, e ciò nonostante l'evidente superiorità tecnologica e militare dei Greci sulle popolazioni indigene. Né si cercano le pianure più vaste: si prediligono piuttosto ristretti bacini prossimi alla costa. È possibile immaginare che alla base di questo tipo di approccio abbia contato la precedente esperienza della polis originaria, in cui il paesaggio della campagna non è sottomesso, ma integrato al contesto urbano. La colonizzazione d'Occidente esporta dunque un concetto di polis che non è solo da intendersi come istituto giuridico, politico e militare, ma anche forma di popolamento. I bacini circoscritti, con i loro terreni argillosi e sabbiosi, soddisfacevano l'esigenza dei Greci di esportare le coltivazioni tradizionali: cereali, olio e vite. I territori dell'interno, più difficili da coltivare, vennero lasciati alle popolazioni indigene.
Già verso la fine del VII secolo a.C., quando la fase di espansione coloniale è prossima a concludersi, i Greci, se da tempo avevano compreso che la Sicilia è un'isola, non avevano ancora potuto verificare che l'Italia è una penisola. Che la conoscenza di Italia e Sicilia fosse tra i Greci limitata alle coste è anche il risultato del fatto che la colonizzazione non condusse ad un sistematico interesse alla creazione di una rete stradale: le comunicazioni tra le diverse colonie avvenivano fondamentalmente via mare. È nella seconda metà del VII secolo a.C. che i Greci, in cerca di sbocchi commerciali, diedero vita a diverse subcolonie nel basso Tirreno: ciò concorse alla completa ellenizzazione dell'Italia meridionale (fondazione di Laos, Poseidonia, Medma e Metauro) e ad una forma di controllo più intensa.

### Cronologia della colonizzazione greca d'Occidente

#### VIII secolo a.C.
- 760: fondazione euboica ad opera di Eretriesi e Calcidesi di Pithecusa (Ischia); è difficile, da un punto di vista geografico, spiegare per la fondazione di una colonia la scelta di questo luogo (così come per Cuma) se non lo si interpreta come un emporio per i commerci intrattenuti dai Greci con l'Etruria. Qui, come a Tartesso, giungevano infatti carovane che via terra portavano metalli preziosi dall'Europa centrale. Gli Eubei, del resto, erano stati fino ad allora i Greci più attivi nell'opera di colonizzazione dell'Oriente, anche in questo caso alla ricerca di metalli.[13][24]
- 750: fondazione di Kyme (Cuma), di fronte a Pithecusa, ad opera di una spedizione congiunta proveniente da Calcide e da Cuma eolica, da cui la nuova fondazione ereditò, oltre al nome, anche il culto oracolare di Apollo e della Sibilla; Cuma diede vita ad una serie di scali commerciali (epìneia) lungo la costa flegrea
- 734: fondazione di Naxos; prende il nome dall'omonima isola delle Cicladi (Nasso); viene fondata a Capo Schisò da coloni euboici, che ergono sul luogo di approdo un altare di Apollo Archegétes, titolare dell'oracolo di Delo; di Naxos scrive Tucidide (6, 3, 1): "Tra i Greci i primi furono i Calcidesi che, salpando dall'Eubea con Tucle come capo della colonia, fondarono Nasso"; ma anche Strabone (2, 2, 2. 267): "Dice Eforo che queste [Nasso e Megara] furono le prime città greche a essere fondate in Sicilia, dieci generazioni dopo la guerra di Troia"; Tucidide afferma che Tucle era calcidese, mentre Eforo lo indica come Teocle ateniese; Ellanico non indica il nome dell'ecista, ma gli attribuisce patria calcidese.
- 733: fondazione di Siracusa, sulla penisola di Ortigia (provvista della Fonte Aretusa); a fondarla sono coloni corinzi (dunque di stirpe dorica); l'ecista è indicato dalla tradizione in Archia (un Bacchiade, quindi un Eraclide); Tucidide (6, 3, 2) per la datazione della fondazione indica "l'anno seguente [alla fondazione di Nasso]" (attinge da Antioco); Filisto riporta l'anno della sesta olimpiade: è possibile che dietro questo riferimento vi sia una frequentazione euboica precedente alla colonizzazione corinzia, come suggerirebbe anche la toponomastica euboica (Aretusa, Ortigia...); compagno di Archia sarebbe stato il poeta Eumelo; Strabone (6, 2, 4. 269) attinge da Eforo per una tradizione differente, secondo cui Archia e Miscello si sarebberi recati all'Oracolo di Delfi: di fronte ad un'alternativa posta dall'oracolo, il primo avrebbe scelto la ricchezza, il secondo la salute; Miscello fonderà Kroton (ma la data tradizionale della fondazione di Kroton (708) risulta molto bassa in relazione a Siracusa, per cui può darsi che Miscello abbia condotto due spedizioni); Archia avrebbe lasciato Chersicrate a Corcira (già Scheria) e poi sarebbe approdato a Capo Zefirio, dove avrebbe trovato dei Dori di ritorno dalla Sicilia (separatisi dai fondatori di Megara Iblea) e con costoro avrebbe quindi fondato Siracusa.
- 730: fondazione di Zankle (Messina), da parte di Cumani e Calcidesi; tradizione vuole che i due ecisti fossero Periere di Cuma e Cratemene di Calcide; Tucidide (6, 4, 5-6) scrive: "fu fondata in origine quando dalla colonia calcidese di Cuma, nel territorio degli Opici, arrivarono dei pirati; in seguito venne un gran numero di coloni anche da Calcide e dal resto dell'Eubea [...]. Più tardi i Calcidesi furono scacciati dai Sami e da altri Ioni che erano approdati in Sicilia fuggendo i Persiani"; Periere e Cratemene vanno forse collocati in due fasi successive e distinte: è possibile che la fondazione cumana sia anteriore alla fondazione di Nasso; il toponimo Zankle (che deriverebbe da zanklon, "falce" nell'idioma dei Siculi, perché il porto naturale di Messina ha forma di falce) rinvia forse ad un precedente insediamento siculo e all'instaurazione di rapporti pacifici tra Greci e indigeni; Erodoto (6, 23-25) riporta che Sami e Milesi, scacciati dai Persiani, si rifugiano prima a Locri e poi a Zankle: può darsi che faccia riferimento alla battaglia di Lade (494) e alla rivolta ionia (499-493).
- 730: fondazione di Rhegion (Reggio Calabria) da genti calcidesi e messeniche e dai Siculi di Zancle (Messina)
- 730-720: fondazione di Sibari, sul fiume Crati, ad opera di Trezeni dell'Argolide e di Locresi.729: fondazione di Leontinoi e Katane; si tratta di subcolonie di Naxos, fondate per contenere Siracusa; l'ecista è sempre Tucle, ma Katane si darà tradizionalmente come ecista Evarco.
- 728-727: fondazione di Megara Hyblaea, sul golfo di Augusta; è colonia dorica, precisamente di Megaresi (di Megara Nisea). L'ecista Lami, secondo Tucidide, da Megara Nisea con il suo seguito inizialmente avrebbe fondato Trotilon (sul fiume Pantagia/Pantacia), poi avrebbe coabitato con i Calcidesi a Leontinoi, poi, scacciato da Leontinoi, avrebbe fondato Thapsos; infine, su indicazione del re siculo Hyblon/Iblone, avrebbe fondato Megara Iblea; stando alla testimonianza di Strabone (che attinge da Eforo), Megara sarebbe stata fondata prima di Siracusa; l'ipotesi opposta è sostenuta da Tucidide (6, 4, 1-2), che attinge da Antioco, il quale è siracusano e quindi potrebbe avere patriotticamente collocato l'anno di fondazione di Siracusa appena dopo Nasso; Trotilo e Pantacia non sono più identificabili; Polieno (II secolo d.C.) riporta che Teocle accolse inizialmente i Megaresi per ottenere aiuto contro i Siculi, ma che poi si liberò degli alleati; le risultanze archeologiche smentiscono l'antica tradizione secondo cui Megara Iblea sia sorta sul precedente insediamento di Ibla, il cui sito va cercato altrove; Megara Iblea risulta essere la prima esperienza di pianificazione urbanistica dell'Occidente.
- 716: fondazione di Mylai (Milazzo); l'acropoli sorgeva in collina, la necropoli sull'istmo.
- 708: fondazione di Kroton (Crotone), sulla foce dell'Esaro
- 706-705: fondazione di Taranto, da parte di Spartani (Partheniai)
- 700: fondazione di Metaponto

#### VII secolo a.C.
- inizi VII secolo: fondazione di Metauros (Gioia Tauro); la colonia entrerà poi nell'orbita locrese.
- 690-680: fondazione di Siris, nell'odierna Basilicata.
- 688: fondazione di Gela, alla foce del fiume Gela, ad opera di Rodii e Cretesi; la testimonianza più antica è di Erodoto (7, 153, 1): un antenato di Gelone avrebbe partecipato ad una spedizione di Rodii di Lindo, condotti da Antifemo; tale testimonianza appare confermata dalla Cronaca del tempio di Lindo, che si riferisce all'antenato con il nome di Dinomede. Tucidide (6, 4, 3) riporta: "Gela la fondarono in comune Antifemo che conduceva coloni da Rodi, ed Entimo, che li guidava da Creta, nel quarantacinquesimo anno dalla fondazione di Siracusa. [...] il luogo in cui ora si situa l'acropoli [...] si chiama Lindi. Agli abitanti furono date istituzioni doriche"; anche Diodoro riferisce di Antifemo ed Entimo (rodio il primo, cretese il secondo); i due si sarebbero recati all'oracolo di Delfi; è probabile che la componente cretese della spedizione fosse minoritaria, il che spiega perché Erodoto non la menzioni; è stata ritrovata una coppa su cui è graffito il nome di Antifemo (era un oggetto di culto cittadino per l'eroe fondatore); la tradizione riporta che Antifemo avrebbe combattuto i Sicani, chiusi nella roccaforte di Onface (presso Butera).
- 679 o 673: fondazione di Locri Epizefirii ad opera di Locresi; nella nuova Locri sarebbe nato Zaleuco, tradizionalmente considerato il primo legislatore d'Occidente: sarebbe stato attivo nella seconda metà del VII secolo, ma la sua stessa esistenza era messa in dubbio già da storici antichi.
- 675-650: fondazione di Caulonia ad opera di Crotonesi.
- 663: fondazione di Acre (Palazzolo Acreide); nasce come avamposto siracusano in chiave antisicula e antigeloa (come poi Casmene e Camarina: Tucidide, 6, 5, 3).
- 654-653: Cartagine fonda una colonia a Ibiza.[25]
- 650-649: fondazione di Imera; nasce come subcolonia di genti di Zankle e Mylai, che operarono insieme ad alcuni Siracusani; al 650 risale anche la fondazione di Selinunte secondo Diodoro: riferendo della distruzione di Selinunte da parte dei Cartaginesi (408), egli infatti scrive: "la città fu espugnata e distrutta 242 anni dopo la sua fondazione". Forse la data del 650 è da riferire alla spedizione di Pammilo, mentre Tucidide si riferisce ad una seconda fondazione (627), operata da un ecista di cui non sappiamo il nome, per una lacuna del testo.
- 643: fondazione di Casmene (Monte Casale), un altro avamposto siracusano in chiave antisicula.
- 640-630: fondazione di Metaponto ad opera di Achei della madrepatria e di Sibariti.
- 630: fondazione di Cirene.
- 628-627: fondazione di Selinunte; nasce come subcolonia di Megara Hyblaea, in un'area occupata dai Sicani e prossima agli Elimi; scrive Tucidide (6, 4, 2): "[I Megaresi] cento anni dopo essersi insediati a Megara Iblea, avevano fondato Selinunte, inviandovi Pammilo"; Diodoro riporta una diversa data di fondazione, il 650; secondo Eusebio di Cesarea, è nel 627 che va datata la fondazione della colonia di Lipari (Diodoro rinvia invece alla cinquantesima olimpiade, 580-576).
- fine VII secolo: fondazione di Eloro, altra subcolonia siracusana.
- 610: fondazione dell'emporion di Naucrati (Egitto).
- 600: fondazione di Poseidonia - Sibariti e un contingente di Dori.
- 600: fondazione di Massalia (Marsiglia), allo sbocco del Rodano.
- fine del VII secolo: sorgono le tirannidi in Sicilia: Panezio a Lentini (600).

#### VI secolo a.C.
- primo quarto del VI secolo: fondazione di Hipponion (Vibo Valentia) e di Medma (Rosarno), entrambe subcolonie di Locri Epizefirii.
- prima metà del VI secolo: Caronda legislatore.
- 594-593: arcontato di Solone.
- 598: fondazione di Camarina, altra subcolonia siracusana in chiave antigeloa sul Canale di Sicilia: la deduzione di Akrai, Casmene e Camarina deve essere stata possibile solo dopo la distruzione della roccaforte sicula di Pantalica.
- 580: fondazione di Akrágas (Agrigento), subcolonia di Gela; rappresenta la risposta geloa a Selinunte; scrive Tucidide (6, 4, 4): "All'incirca centootto anni dopo la fondazione della loro città i Geloi fondarono Akrágas, denominando la città dal fiume Akrágas. Furono scelti come fondatori Aristonoo e Pistilo e alla colonia vennero date le istituzioni che erano proprie di Gela"; secondo Timeo, la città fu sì fondata da Gela, ma con il contributo della famiglia regale degli Emmenidi, giunti da Rodi. Per Polibio, invece, la fondazione è decisamente rodia; ci si chiede come mai due ecisti: è possibile che questa doppia conduzione rinvii ad una colonia etnicamente mista, il che spiega anche perché, dopo soli dieci anni dalla fondazione, prenda corpo la tirannide di Falaride.
- 580-576: colonizzazione dell'isola di Lipari ad opera di coloni Cnidi e Rodii, scacciati dai Cartaginesi a Lilibeo; abbiamo informazioni da Diodoro (5, 9, 1-3): alcune genti di Cnido e Rodi, stanchi dello strapotere dei re di Asia, scelgono di dedurre una colonia sulle Eolie ed eleggono ecista Pentatlo di Cnido; i coloni, però, giunti al tempo della cinquantesima olimpiade nei pressi di Lilibeo, si alleano con i Selinuntini contro Segesta, e Pentatlo muore in battaglia; probabilmente le ragioni storiche della spedizione sono le stesse che condussero altri Cnidi a fondare Corcira Melaina sull'Adriatico; probabile il riferimento al re di Lidia Aliatte; probabile anche che i Rodii siano andati al seguito degli Cnidi; molto probabile che Pentatlo si sia recato in Sicilia in seguito all'esplicito invito dei Selinuntini (più difficile immaginare uno scalo fortuito a Lilibeo da parte di Pentatlo); molte analogie con la fallimentare spedizione di Dorieo, che ebbe luogo una sessantina d'anni dopo (514-511), ma i seguaci di Pentatlo, sulla via del ritorno alla madrepatria, fondano una colonia nelle Eolie, come testimonia Diodoro (5, 9, 3-6): "Scelsero come capi i parenti di Pentatlo, Gorgo, Testore, Epiterside [...]. Giunti a Lipari, e qui accolti amichevolmente, furono convinti dagli indigeni a fermarvisi [...]"; la colonia si caratterizza per una inedita gestione delle competenze: alcuni coltivano la terra, altri rispondono alla pirateria etrusca con attività analoghe e inviano all'oracolo di Delfi donativi (decime delle razzie); secondo Eusebio di Cesarea, la fondazione della colonia di Lipari va datata al 627: forse Diodoro si riferisce alla sola spedizione di Pentatlo (i seguaci di Pentatlo avrebbero dunque avuto ben presente che Lipari era stata già colonizzata e vi si sarebbero recati non a caso, ma per raggiungere altri Cnidi, anche perché non si spiega perché scegliessero di tornare alla madrepatria lungo la costa settentrionale della Sicilia, e non la meridionale, che era la via che avevano seguito all'andata); la ricostruzione di Diodoro appare poco credibile anche in riferimento a Gorgo, Testore ed Epiterside: è probabile che questa triade di nomi sottenda il ricordo di una ripartizione della terra, in base alle tre tradizionali etnie greche; quadrerebbe così la testimonianza di Tucidide, per il quale i colonizzatori di Lipari sono solo Cnidi.
- 572-556 (o 554): Falaride tiranno ad Agrigento.
- 570: fondazione di Minoa; originariamente subcolonia di Selinunte, probabilmente in occasione delle conseguenze della spedizione di Dorieo (510) assume il nome "Eraclea Minoa".
- 565-560: fondazione di Alalia (Corsica), per opera di Focei in fuga da Ciro.
- 561-528: Pisistrato tiranno ad Atene.
- 553: Camarina, in conflitto con Siracusa, viene spopolata.
- 550 ca.: il generale cartaginese Malco, secondo quanto riportato da Giustino, sconfigge i Sicelioti e strappa ad essi buona parte della Sicilia.[25]
- 540-535: fondazione di Elea (Velia) ad opera di Focei in fuga da Alalia, dopo la vittoria cadmea ottenuta nella battaglia del Mare Sardo.
- 531: fondazione di Dicearchia (Pozzuoli) ad opera di esuli sami sul sito di un precedente scalo commerciale di Cuma.
- 530: Pitagora giunge a Crotone da Samo.
- 524: una coalizione di Etruschi dell'Adriatico, Umbri e Dauni contro Cuma per il controllo dei traffici del Tirreno; Aristodemo (amico di Tarquinio il Superbo) tiranno a Cuma.
- 514-511: spedizione di Dorieo in Libia.
- 510: il leggendario atleta Milone guida l'esercito crotoniate contro Sibari, che risulta distrutta; a questo periodo risalgono le subcolonie crotoniati di Skylletion e Terina; seconda spedizione di Dorieo, stavolta in Sicilia; testimonianza di Erodoto (5, 42-48): "[a Dorieo] consigliò allora Anticare di Eleone, seguendo i responsi di Laio, di colonizzare il territorio di Eracle in Sicilia, affermando che la terra di Erice appartenenva tutta agli Eraclidi perché l'aveva acquistata Eracle stesso [l'aveva conquistata al gigante Erice]. Egli, udito ciò, partì alla volta di Delfi per consultare l'oracolo [...]. In quel tempo, come dicono i Sibariti, essi e il loro re Teli si preparavano a condurre una spedizione contro i Crotoniati; i quali, atterriti, pregarono Dorieo di aiutarli e [...] ne ottennero l'aiuto. [...] Dei fondatori della colonia solo Eurileonte sopravvisse [...]. Egli, presi con sé i superstiti dell'esercito, occupò Minoa [...] e aiutò i Selinuntini a liberarsi del tiranno Pitagora. Ma poi, dopo averlo abbattuto, egli stesso tentò di impadronirsi della tirannide di Selinunte e ci riuscì, ma per poco tempo perché i Selinuntini si ribellarono e lo uccisero"; è quindi probabile che Dorieo, in quanto figlio di re spartano e discendente di Eracle, andasse a rivendicare le terre di Eracle e che sua meta fosse Drepanon, dove, secondo Diodoro (4, 23, 3), fonda una Eraclea; ma la spedizione fallisce per la reazione di Fenici ed Elimi Segestani: Eraclea viene rasa al suolo; i Selinuntini, alleati di Dorieo, accolgono Eurileonte a Minoa: è possibile che Eurileonte finisca ucciso per la mutata politica di Selinunte nei confronti dell'elemento punico (infatti nel 480, per la battaglia di Imera, Selinunte è alleata dei Cartaginesi).
- 505: Cleandro tiranno a Gela.

#### V secolo a.C.

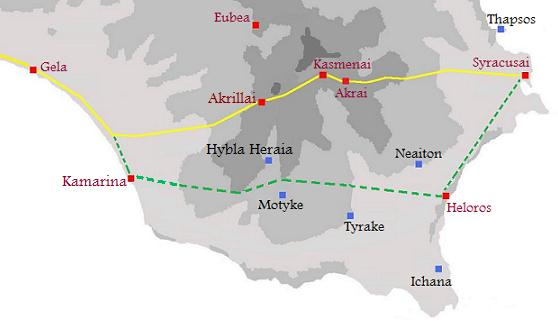
La Sicilia sudorientale nel V secolo a.C.

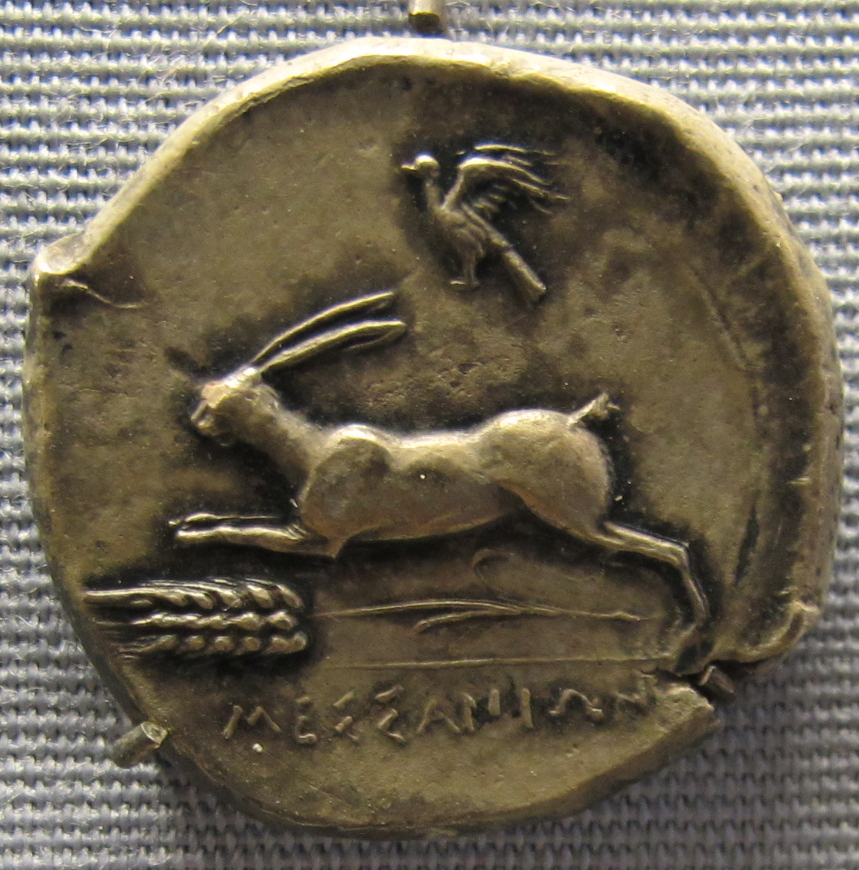
Tetradracma di Messana (Messina), 461-396 a.C. circa

Moneta di Ankón (Ancona)

- 498: Ippocrate (fratello di Cleandro) tiranno a Gela; si caratterizza per una politica espansionistica in Sicilia orientale (conquista di Naxos).
- 492: sappiamo da Erodoto (7, 154) che Ippocrate diede vita ad una ingente campagna espansionistica: conquista, probabilmente con il concorso di mercenari, Callipoli, Nasso, Zankle, Lentini; presso il fiume Eloro è sconfitta anche Siracusa, la quale però conserva l'autonomia in cambio di Camarina; quest'ultima è rifondata da Ippocrate; sempre da Erodoto (6, 23) ricaviamo che a Zankle dominava il "re" Scite: costui, desideroso di conquistare una città sicula (che Erodoto non nomina) lascia sguarnita la città; dei Sami (probabilmente esuli in conseguenza della battaglia di Lade del 494, che diede la vittoria ai Persiani e pose fine alla rivolta ionia), diretti a dedurre la colonia di Kalé Akté, vengono convinti da Anassilao di Reggio ad attaccare Zankle; gli Zanclei chiamano in soccorso Ippocrate, il quale si accorda con i Sami, mette in schiavitù Scire e centinaia di nobili zanclesi, dividendo con i Sami le ricchezze della città e tenendo per sé l'intera chora.
- 491: l'ipparco Gelone, figlio di Dinomene, succede a Gela a Ippocrate, morto nell'assedio di Hybla.
- 488: Terone, della famiglia degli Emmenidi, è tiranno ad Agrigento.
- 486: I Sami di Zankle vengono espulsi da Anassilao, tiranno di Reggio: Zankle cambia nome in Messana e Anassilao controlla lo stretto.
- 485: Gelone, chiamato a risolvere i contrasti interni tra i gamoroi e il demos siracusano, si fa signore della città e lascia Gela al fratello Gerone.
- 484: Gelone distrugge Camarina, che si era ribellata al suo tiranno vicario, Glauco di Caristo; i Camarinesi sono deportati a Siracusa.
- 483: Gelone conquista Megara Hyblaea: gli aristocratici vengono trasferiti come cittadini a Siracusa, mentre il demos è ridotto in schiavitù.
- 480: battaglia di Imera: Gelone e Terone alleati sconfiggono Anassilao di Reggio e il suocero Terillo, alleati dei Cartaginesi.
- 478: Gerone succede al fratello Gelone; Polizelo ottiene il comando di Gela.
- 476-475: Gerone scaccia gli abitanti di Katane e la ripopola con genti doriche, mutandone il nome in Aitna.
- 474: battaglia di Cuma: la flotta di Gerone sconfigge gli Etruschi: i Siracusani stabiliscono un presidio a Ischia e fondano la "città nuova" (Neapolis, Napoli), così indicata per distinguerla dal precedente insediamento di Parthenope; Napoli assume la funzione che era stata di Cuma; Gerone intensifica i rapporti commerciali e culturali con la Grecia, chiamando a corte Pindaro, Bacchilide, Simonide ed Eschilo, che celebrano le sue imprese e le vittorie nei giochi panellenici; Gerone invia doni ai santuari greci.
- 472 o 471: muore Terone. Gli succede Trasideo.
- 467: fine della tirannia di Gerone.
- 461-460: Camarina ricostruita da Gela.
- 460: fine delle tirannidi siceliote; rivolta indigena di Ducezio, sconfitto a Nomai (sito sconosciuto) ed esiliato a Corinto.
- 444: Atene partecipa alla fondazione panellenica di Thurii (presso Sibari). Di fatto, questa fondazione risponde all'esigenza di Atene (ormai dichiaratamente egemone all'interno della Lega di Delo) di espandere i propri domini, coerentemente alla politica espansiva adottata da Pericle fin dall'inizio della sua strateghia;[26] gli antichi Sibariti fondano una nuova Sibari sul fiume Traente.
- 433: gli abitanti di Thurii fondano insieme ai Tarantini Eraclea Lucana, nel sito dell'antica Siris.
- 426: Atene invia navi in aiuto di Lentini.
- 421: i Mamertini sconfiggono Cuma.
- fine del V secolo: Lucani si impadroniscono di Poseidonia, che riprende il nome indigeno (Paestum).

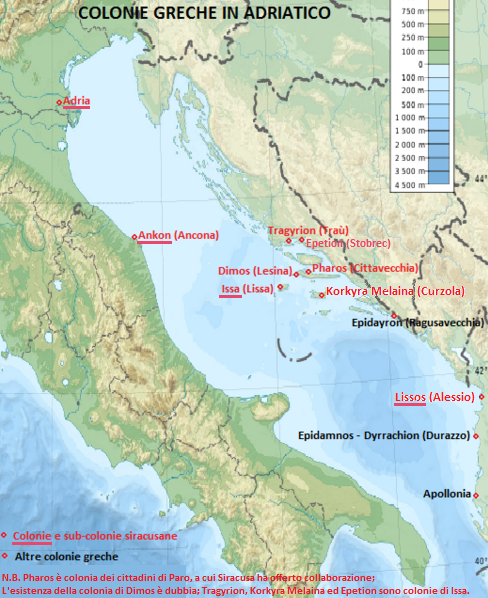
Le colonie greche in Adriatico

- tra la fine del V secolo e gli inizi del IV: formazione di una lega achea in chiave antiitalica.
- 415-413: Spedizione ateniese in Sicilia: Atene risponde ad un appello dell'antica alleata Segesta contro Siracusa, ma viene sconfitta.
- 409-408: i Cartaginesi distruggono Selinunte e Imera.
- 406: i Cartaginesi distruggono Agrigento: la minaccia favorisce l'ascesa di Dionisio I a Siracusa (trattato con Cartagine e riconoscimento dell'eparchia punica sulla Sicilia occidentale).

#### IV secolo a.C.
- 398: Dionisio I espugna Mozia; fondazione di Tauromenion (Taormina) e di Tindari; Milazzo viene presa dai Reggini.
- 387: Dionisio I fonda la colonia di Ankón, l'attuale Ancona, per mezzo di un gruppo di suoi avversari politici. L'ecista indicato dalla tradizione è l'eroe omerico Diomede.
- 388 - 383: colonizzazione siracusana dell'Adriatico: nella costa veneta Adrìa (attuale Adria), nella costa dalmata Issa (attuale Lissa), e in Albania Lissos (attuale Alessio). Fondazione di Dimos (attuale Lesina)[27] e Pharos (attuale Cittavecchia di Lesina); quest'ultima città sorse in collaborazione con gli abitanti dell'isola greca di Paro.[28]
- 368: Dionisio II succede al padre.

#### III secolo a.C.
- (data imprecisabile): fondazione sulla costa dalmata della colonia di Tragyrion (attuale Traù).[29]
- (data imprecisabile): fondazione sulla costa dalmata della colonia di Epetion (attuale Stobreč).[29]